# Michael Heltau

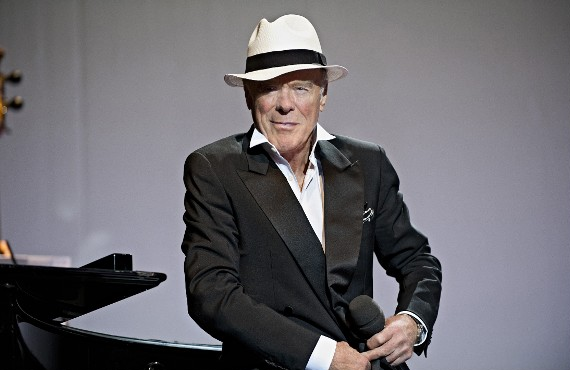
Michael Heltau in Es ist immer jetzt (2012)

Michael Heltau, eigentlich Michael Heribert Huber (* 5. Juli 1933 in Ingolstadt) ist ein als Deutscher geborener österreichischer Schauspieler und Chansonnier. Er lebt in Salmannsdorf in Wien.

## Leben
Heltau kam als Kind nach Österreich ins Salzkammergut, wo er auch die Schule besuchte. Seine Schauspielausbildung absolvierte er am Max-Reinhardt-Seminar in Wien. Danach debütierte er in Würzburg, von wo ihn Fritz Kortner an das Münchner Residenztheater holte. Es folgten das Theater in der Josefstadt und das Volkstheater in Wien, das Schillertheater und das Theater am Kurfürstendamm in Berlin, das Hamburger Schauspielhaus und das Hamburger Thalia Theater. Von 1959 bis 1961 gastierte er bei den Ruhrfestspielen in Recklinghausen und seit 1964 regelmäßig bei den Salzburger Festspielen, wo er zunächst den Guten Gesellen im Jedermann neben Walther Reyer verkörperte.
Im Jahr 1963 erfolgte der große Durchbruch als Troilus in William Shakespeares Troilus und Cressida am Wiener Volkstheater und unmittelbar darauf am Hamburger Schauspielhaus in der Inszenierung von Oscar Fritz Schuh mit Ruth Niehaus als Cressida. 1965 spielte er unter der Regie von Giorgio Strehler den Bassa Selim in der rasch legendär gewordenen Inszenierung von Wolfgang Amadeus Mozarts Die Entführung aus dem Serail für die Salzburger Festspiele (Bühnenbild und Kostüme: Luciano Damiani, Dirigent Zubin Mehta; mit Anneliese Rothenberger, Fritz Wunderlich u. a.), die mit Heltau bis 1974 gezeigt wurde. Zum ersten Mal trat durch Heltau und Strehler diese bis dato vernachlässigte Rolle in den Vordergrund. Der Schauspieler und der Regisseur arbeiteten später noch einige Male zusammen, sowohl bei den Festspielen (Heltau als Heinrich VI. in Das Spiel der Mächtigen nach William Shakespeare in der Felsenreitschule) als auch am Wiener Burgtheater (1974 Trilogie der Sommerfrische von Carlo Goldoni; 1975 Das Spiel der Mächtigen; 1994 Die Riesen vom Berge von Luigi Pirandello) und am Pariser Théâtre du Châtelet (Mackie Messer in der französischsprachigen Version von Die Dreigroschenoper, 1986/87).
Insbesondere das Wiener Burgtheater war seit den 1970er-Jahren eng mit seinem Namen verknüpft, da er dort jahrzehntelang immer wieder große Erfolge feierte. Daneben spielte er im Laufe seiner Karriere an vielen weiteren Theatern in Deutschland und Österreich. Auch mit literarischen Soloprogrammen war er immer wieder zu hören und er sprach auch Hörbücher. Neben der Bühne spielte er auch in mehreren Filmen, aber seine Leidenschaft galt immer dem Live-Erlebnis auf der Bühne.
Neben seiner schauspielerischen Tätigkeit konnte er auch als Sänger große Erfolge feiern. Viele seiner Gesangsprogramme wurden auch im Fernsehen übertragen und auf Tonträgern veröffentlicht. Zu seinem musikalischen Repertoire gehören unter anderem die deutschsprachigen Interpretationen der Chansons von Jacques Brel, Charles Aznavour, Charles Trenet und weiteren. Jaques Brel übertrug ihm die Exklusivrechte für die deutschsprachige Interpretation seiner Chansons, die zunächst Werner Schneyder und später Loek Huisman für Heltau ins Deutsche übersetzten. Neben seinen Interpretationen französisch-belgischer Chansons sang er Lieder aus Operetten und Musicals und gilt auch als bedeutender Wienerlied-Interpret.
Seit 1968 besitzt er die österreichische Staatsbürgerschaft.
Im Juni 2014 sprach Heltau im Alter von fast 81 Jahren in einem Interview mit dem ORF zum ersten Mal öffentlich über seine Homosexualität. Er war seit seinem 20. Lebensjahr mit dem niederländischen Schauspieler, Regisseur, Autor und Übersetzer Loek Huisman zusammen, der am 29. Dezember 2017 im Alter von 91 Jahren starb. Die beiden waren über 64 Jahre lang ein Paar. Nach dem Tod seines Partners erklärte Heltau im Frühjahr 2018 mit 84 Jahren seinen endgültigen Abschied von der Bühne und bekräftigte diesen Entschluss bei der Präsentation der CD und DVD seines letzten Soloprogramms Einen blauen Ballon möcht' ich haben! am Wiener Burgtheater.
Er lebt in einem Haus mit großem Garten im ländlich geprägten Wiener Stadtteil Salmannsdorf im 19. Wiener Gemeindebezirk Döbling.

## Arbeiten
Heltau spielte nahezu alle Rollen seines jeweiligen Faches. Er war Orlando in Shakespeares Wie es euch gefällt, verkörperte die Hauptrolle in Friedrich Schillers Don Karlos und den Tellheim in Minna von Barnhelm im Theater in der Josefstadt, den Hamlet und Romeo am Wiener Volkstheater (Regie: Gustav Manker). Dort bekam er 1973 den Karl-Skraup-Preis für die Darstellung des Dr. Jura in Hermann Bahrs Das Konzert.
Am Burgtheater der 1970er und 1980er Jahre war Heltau einer der prägendsten Protagonisten, spielte Arthur Schnitzlers Anatol, Theodor in Liebelei, Sala in Der einsame Weg, Kari Bühl in Hofmannsthals Der Schwierige, Harold Pinters Lenny in Heimkehr und den Tristan Tzara in Tom Stoppards Travesties. Schillers Wallenstein gab er unter der Regie von Manfred Wekwerth. In Richard II. von Shakespeare spielte Heltau unter der Regie des damaligen Burg-Direktors Gerhard Klingenberg. In der Inszenierung von Peter Wood war Heltau 1981 der Mozart in Peter Shaffers Amadeus, 1988 bis 1999 sah man ihn in Maxim Gorkis Kinder der Sonne unter der Regie des scheidenden Burg-Direktors Achim Benning, in Cesare Lievis Inszenierung von Pirandellos Heinrich IV. spielte er die Titelrolle. Seine letzte Rolle am Burgtheater (Akademietheater) war der Mann in Edward Albees Spiel ums Baby, 1999.
Am Theater an der Wien war Heltau der Bluntschli in dem Udo-Jürgens-Musical Helden, Helden (nach George Bernard Shaw). Dafür wurde ihm die Kainz-Medaille verliehen. Außerdem profilierte er sich damals auf Schallplatten und in eigenen Showabenden als deutschsprachiger Interpret der Lieder und Chansons von Jacques Brel (in der Übertragung von Werner Schneyder und Loek Huisman), der Heltau noch persönlich beauftragt hatte, seine Arbeiten im deutschen Sprachraum zu präsentieren. Außerdem war Heltau in zahlreichen TV-Shows zu sehen, zumal als Moderator im Liedercircus für das ZDF. Weitere musikalische Bühnenprogramme waren Auf d’Nacht, Herr Direktor; Aber jetzt, Herr Direktor; Meine Leute; Classical; Meine Zeit; Statt zu spielen; Noch einmal, Herr Direktor und Einen blauen Ballon möcht' ich haben!
Im Jahr 1964 entstand die erste von Heltaus vielen Schallplatten-Aufnahmen: Goethes Die Leiden des jungen Werthers. Beim Kulturfest Weimar war er erstmals 1990 mit seinem Goethe-Programm im Goethe-Theater Bad Lauchstädt und im Goethe-Haus am Frauenplan zu Gast. In der Folge wurde er Mitglied des Kuratoriums dieser Festspiele.
Im Jahr 1993 konnte Michael Heltau einen großen Erfolg bei Publikum und Presse als Professor Higgins in Frederick Loewes My Fair Lady an der Wiener Volksoper verbuchen und gastierte in dieser Rolle auch im Berliner Metropoltheater. Ebenfalls an der Volksoper war er der Honoré Lachailles in Loewes Gigi.
Am Theater an der Wien studierte Heltau auf Wunsch von Riccardo Muti die Strehler-Inszenierung von Mozarts Le nozze di Figaro neu ein, die später auch beim Festival in Ravenna zu sehen war.
Heltau ist auch als Filmschauspieler tätig, so hatte er 1954 eine Nebenrolle im Film Schloß Hubertus nach einem Roman von Ludwig Ganghofer inne, spielte 1955 mit Hans Albers und Romy Schneider in Der letzte Mann sowie unter der Regie von Otto Schenk mit Maria Schneider in Reigen, 1973. Daneben hat er verschiedene Hörbücher eingelesen, unter anderem Werke von Joseph Roth.

## Hörspiele (Auswahl)
- 1992: Arthur Schnitzler: Zwischenspiel – Regie: Klaus Gmeiner

## Tonträger (Auswahl)
- 1970: Statt Zu Singen – Balladen, Lieder, Protestsongs (Preiser Records)
- 1972: Statt zu reden (Polydor)
- 1975: Heltau singt Brel (Polydor)
- 1976: Michael Heltau Live (Polydor)
- 1977: Ich Schau Euch An (Polydor)
- 1979: Himmelhoch Jauchzend Zu Tode Betrübt – Wienerische Lieder (Ariola)
- 1979: In Gold (Polydor)
- 1979: In Gold 2 (Polydor)
- 1980: Ich Bin (Ariola)
- 1981: Vom Himmel das Blau (Ariola)
- 1982: Ich stelle mich (Ariola)
- 1983: Geht’s und Verkauft’s mei G’wand – Wienerische Lieder 2 (Ariola)
- 1984: Classical (Polydor)
- 1984: Danke (Polydor, Live-Mitschnitt des Konzertes im Volkstheater in Wien am Samstag, dem 3. März 1984)
- 1988: Servus, Du (BMG Ariola)
- 1989: Brel Vol. 2 (Polydor)
- 1992: Wienerische Lieder (Preiser Records)
- 1995: Noch einmal, Herr Direktor (Reverso – Sony Music Austria)
- 2004: Operette sich wer kann (Preiser Records)
- 2005: Best of Brel (Preiser Records)
- 2008: Statt zu Spielen (Preiser Records, Live-Mitschnitt aus dem Wiener Burgtheater 2008)
- 2011: I brauch kan Pflanz
- 2013: Jetzt – Es ist immer Jetzt
- 2018: Einen blauen Ballon möcht’ ich haben! (Preiser Records)
- 2023: Lyrics (Preiser Records)

## Filmografie (Auswahl)
- 1954: Unsere kleine Stadt
- 1954: Schloß Hubertus
- 1955: Undine
- 1955: Der letzte Mann
- 1956: Verlobung am Wolfgangsee
- 1957: Die liebe Familie
- 1957: Lemkes sel. Witwe
- 1958: Auch Männer sind keine Engel (Wiener Luft)
- 1958: Man ist nur zweimal jung
- 1961: Morgen beginnt das Leben (1961) (Verdammt die jungen Sünder nicht)
- 1964: Eine Frau ohne Bedeutung
- 1965: Kabale und Liebe
- 1967: Die Entführung aus dem Serail
- 1968: Der Feldmarschall
- 1969: Liebelei (Aufzeichnung aus dem Theater in der Josefstadt, Wien)
- 1970: Maximilian von Mexiko
- 1970: Tartuffe oder Der Betrüger
- 1971: Die Stimme hinter dem Vorhang
- 1972: Manolescu – Die fast wahre Biographie eines Gauners
- 1973: Reigen
- 1974: Der Kommissar – Folge 74: Mit den Augen eines Mörders
- 1984: Ein idealer Gatte
- 1985: Wiener Klatsch
- 1986: Derrick – Folge 140: Das absolute Ende
- 1986: Mino – Ein Junge zwischen den Fronten (2 Folgen)
- 1987: Willkommen im Club
- 1990: Derrick – Folge 193: Beziehung abgebrochen
- 1991: Der Alte – Folge 164: Der verlorene Sieg
- 1996: Derrick – Folge 265: Zeuge Karuhn
- 1999: Kinder der Sonne

## Ehrungen und Auszeichnungen
- 1970/1971 Karl-Skraup-Preis (für seine Darstellung des Dr. Jura in Hermann Bahrs „Das Konzert“)
- 1974 Josef Kainz-Medaille
- 1976 Goldener Rathausmann
- 1985 Ehrenmedaille der Bundeshauptstadt Wien in Gold
- 1986 Kammerschauspieler
- 1993 wurde Heltau der jüngste Doyen des Burgtheaters.
- 2001 erhielt er vom österreichischen Bundespräsidenten Thomas Klestil das Österreichische Ehrenkreuz für Wissenschaft und Kunst I. Klasse.
- 2003 Ehrenmitgliedschaft des Burgtheaters
- 2004 Ehrenmitgliedschaft der Volksoper
- 2005 Goldenes Ehrenzeichen für Verdienste um das Land Wien
- Am 26. November 2005 wurde ihm für sein Lebenswerk der Nestroy-Theaterpreis verliehen.
- 2006 ehrte die Bundesrepublik Deutschland Michael Heltau mit dem Bundesverdienstkreuz 1. Klasse.[12]
- 2008 Goldener Mozart-Ring der Mozartgemeinde Wien[13]
- Am 20. Oktober 2010 wurde ihm der Ehrenring des Burgtheaters verliehen.[14]
- Am 23. Juni 2014 wurde ihm vom Ensemble der Ehrenring der Kollegenschaft des Burgtheaters überreicht.[15]
- Ein Jugendfoto Heltaus wurde 2006 von der Fotokünstlerin Ilse Haider für die neue Porträtgalerie des Burgtheaters fotografisch inszeniert. Seit 2013 hängt ein Porträt Heltaus, das sein Freund Loek Huisman (1926–2017) angefertigt hat, in der Ehrengalerie des Burgtheaters.
- 2019: Goldene Wien-Tasse[16]
- 2023: Großes Goldenes Ehrenzeichen für Verdienste um die Republik Österreich[17]